# Vord Kaningam
Hauard Dž. Kaningam (rođen 26. maj 1949) je američki računarski programer koji je razvio prvu viki i bio je koautor Manifesta za agilni softverski razvoj. On je pionir u obrascima dizajna i ekstremnom programiranju, započeo je kodiranje WikiWikiWeb 1994. i instalirao je na c2.com (vebsajtu svoje softverske konsultantske agencije) 25. marta 1995. kao dodatak Portlandskom repozitorijumu obrazaca. On je napisao knjigu o vikijima, pod nazivom The Wiki Way i izumeo okvir za integrisane testove.
Kaningam je bio glavni govornik u prve tri instance serija WikiSym konferencija o istraživanju i praksi vikija, a takođe i na Vikimedijinom razvojnom samitu 2017.

## Detinjstvo, mladost i zaposlenje
Haurd Dž. Kaningam je rođen u Mičigen Sitiju, Indijani, 26. maja 1949. On je odrastao u Hajlandu u Indijani, i u tom gradu je pohađao srednju školu. Diplomirao je interdisciplinarno inženjerstvo (elektrotehnika i računarska nauka) i magistrirao je računarske nauke na Univerzitetu Purdu 1978. godine. On je saosnivač je Kaningam & Kaningama, softverske konsultantske firme koju je započeo sa suprugom. On je isto tako radio kao direktor istraživanja i razvoja u Vajat Softvaru i kao glavni inženjer u Tektroniks laboratoriji za računarska istraživanja. Osnivač je The Hillside Group  i bio je predsednik programa konferencije Pattern Languages of Programming koju ta grupa sponzira. Kaningam je bio deo zajednice Smalltalk.
Od decembra 2003. do oktobra 2005, Kaningam je radio za Majkrosoft u grupi „Obrasci & prakse”. Od oktobra 2005. do maja 2007. godine, on je bio direktor razvoja delotvorne zajednice u Eklips fondacije. U maju 2009. godine pridružio se kompaniji  kao njihov glavni tehnološki direktor. Dana 24. marta 2011, The Oregonian je izvestio da je Kaningam tiho napustio AboutUs da bi se pridružio firm CitizenGlobal sa sedištem u Venis biču, startupu koji radi na video sadržajima baziranim na inputu javnosti, kao njihov glavni tehnološki direktor i kokreacioni rukovodilac. On je ostao na poziciji „savetnika” preduzeća AboutUs. Kaningam je napustio CitizenGlobal i sada je programer u Nju Reliku.

## Ideje i izumi
Kaningam je poznat po nekoliko široko rasprostranjenih ideja koje je stvorio i razvijao. Najpoznatije među njima su viki i mnoge ideje iz oblasti softverskih dizajnerskih uzoraka, koje je učinila popularnim Grupa četvorice (GoF). Vlasnik je kompanije Kaningam & Kaningam Inc., konsultantske organizacije koja se specijalizovala za objektno orijentisano programiranje. On je takođe stvorio veb lokaciju (i softver) WikiWikiWeb, prvi viki na internetu.
Na pitanje u intervjuu za agenciju internetnews.com 2006. godine, da li namerava da patentira viki koncept, objasnio je da misli da ideja „jednostavno zvuči kao nešto za šta niko ne bi želeo da plati”.
Kaningam je zainteresovan za praćenje broja i lokacije uređivanja viki stranica kao sociološkog eksperimenta, kao i razmatranja degradacije viki stranice kao dela njenog procesa do stabilnosti. „Postoje oni koji daju i oni koji uzimaju. To možete videti čitajući šta pišu.”
Godine 2011, Kaningam je stvorio Najmanju federativnu Viki, alat za viki federaciju, koji primenjuje aspekte razvoja softvera, kao što je forkiranje na viki stranice. On je potpisao Manifest za agilni softverski razvoj.
Kaningam je doprineo praksi objektno orijentisanog programiranja, posebno korišćenju jezika šablona i (sa Kentom Bekom) kartica za saradnju sa klasnom odgovornosti. On takođe doprinosi metodologiji razvoja softvera za ekstremno programiranje. Veliki deo ovog posla obavljen je u saradnji na prvom viki sajtu.

### Kaningamov zakon
Kaningamu je pripisana ideja: „Najbolji način da se dobije tačan odgovor na Internetu nije postavljanje pitanja, već postavljanje pogrešnog odgovora.“ Ovo se odnosi na zapažanje da ljudi brže ispravljaju pogrešan odgovor nego što odgovoriju na pitanje. Prema Stivenu Makgidiju, Kaningam ga je o tome iz hira savetovao ranih 1980-ih, a Makgidi je ovo nazvao Kaningamovim zakonom. Iako se prvobitno odnosio na interakcije na Usenetu, zakon je korišćen da opiše kako funkcionišu druge onlajn zajednice, kao što je Vikipedija. Sam Kaningam poriče vlasništvo nad zakonom, nazivajući ga „pogrešnim citatom koji se pobija propagiranjem putem interneta“.

## Lični život
Kaningam živi u Bivertonu, Oregon. On poseduje licencu ekstra klase za radio amatere koju je izdala Federalna komisija za komunikacije, a njegov pozivni znak je K9OKS.
Kaningam je prvi Nikeov član „Kodeksa za bolji svet“.

## Publikacije
- Leuf, Bo; Cunningham, Ward (2001). The Wiki Way. Addison-Wesley Professional. ISBN 978-0201714999.

## Literatura
- Abrahamsson, P.; Salo, O.; Ronkainen, J.; Warsta, J. (2002). „Agile Software Development Methods: Review and Analysis”. VTT Publications. 478. Архивирано из оригинала 7. 9. 2011. г. Приступљено 20. 2. 2012.
- Ashmore, Sondra; Runyan, Kristin (2014). Introduction to Agile Methods. Addison-Wesley. ISBN 978-0321929563.
- Cohen, D.; Lindvall, M.; Costa, P. (2004). „An introduction to agile methods”.  Ур.: Zelkowitz, Marvin. Advances in Software Engineering. Advances in Computers. 62. Academic Press. стр. 1—66. ISBN 978-0-08-047190-7.
- Dingsøyr, Torgeir; Dybå, Tore; Moe, Nils Brede (2010). Agile Software Development: Current Research and Future Directions. Springer. ISBN 978-3-642-12575-1.
- Fowler, Martin (2001). „Is Design Dead?”.  Ур.: Succi, Giancarlo; Marchesi, Michele. Extreme Programming Examined. Addison-Wesley. стр. 3–18. ISBN 978-0-201-71040-3.
- Larman, Craig; Basili, Victor R. (јун 2003). „Iterative and Incremental Development: A Brief History”. IEEE Computer. 36 (3): 47—56. S2CID 9240477. doi:10.1109/MC.2003.1204375.
- Casagni, Michelle; Benito, Robert; Mayfield, Dr Kathleen M.; Northern, Carlton (8. 9. 2013). „Handbook for Implementing Agile in Department of Defense Information Technology Acquisition”. The Mitre Corporation. MITRE.
- Moran, Alan (2015). Managing Agile: Strategy, Implementation, Organisation and People. Springer. ISBN 978-3-319-16262-1.
- Riehle, Dirk. „A Comparison of the Value Systems of Adaptive Software Development and Extreme Programming: How Methodologies May Learn From Each Other”. In Succi & Marchesi 2001
- Shore, James; Warden, Shane (2008). The Art of Agile Development. O'Reilly Media. ISBN 978-0-596-52767-9.
- Stephens, M.; Rosenberg, D. (2003). Extreme Programming Refactored: The Case Against XP. Apress. ISBN 978-1-59059-096-6.
- Takeuchi, Hirotaka; Nonaka, Ikujiro (1. 1. 1986). „The New New Product Development Game”. Harvard Business Review. ISSN 0017-8012. Приступљено 25. 7. 2021.